# Pinus pseudotaeda
Pinus pseudotaeda là một loài thực vật hạt trần trong họ Pinaceae. Loài này được Ten. mô tả khoa học đầu tiên năm 1857.